# Dokkersmolen
De Dokkersmolen is een windmolenrestant in de tot de Oost-Vlaamse gemeente Dendermonde behorende plaats Baasrode, gelegen aan de Bookmolenstraat 102.
Deze ronde stenen molen van het type beltmolen fungeerde als korenmolen.

## Geschiedenis
In 1855 werd een standerdmolen op deze plaats gebouwd die in 1889 werd vervangen door een stenen molen. In 1925 werden de kap en het wiekenkruis verwijderd en vanaf 1932 werd er in de molenromp elektrisch gemalen. In 1985 stopte ook deze activiteit en verdween de inrichting van het inwendige van de molen.
- Inventaris van het Bouwkundig Erfgoed (Vlaanderen): 48421